# Roztoky u Jilemnice
Roztoky u Jilemnice, bis 1960 Roztoky (deutsch Rostok), ist eine Gemeinde in Tschechien. Sie liegt fünf Kilometer südlich von Jilemnice und gehört zum Okres Semily.

## Geographie
Roztoky befindet sich im westlichen Riesengebirgsvorland. Das Dorf erstreckt sich am Oberlauf des Baches Tampelačka im Hügelland Staropacká vrchovina. Nördlich erhebt sich der Klímentův vrch (513 m), im Nordosten die Hůra (566 m), südöstlich die Roubenka (560 m) und der Slavíkův kopec (540 m) und im Süden die Babka (541 m) und Jíva (568 m). Am westlichen Ortsrand verläuft die Bahnstrecke Velký Osek–Trutnov.
Nachbarorte sind Hnátovsko und Jilemnice im Norden, Zásadka, Martinice v Krkonoších und Bukovec im Nordosten, Amerika, Čejkovice, Rovnáčov, Studenec und Na Táboře im Osten, Nouzov, Končiny, Levínská Olešnice, Nový Svět und Žďár im Südosten, Prklín, Na Smítech, Karlov, Roškopov und Ústí im Süden, Na Vršině, Bělá, Na Žlábku, Rempl, Dolce und Tample im Südwesten, Svojek und Kruh im Westen sowie Mříčná im Nordwesten.

## Geschichte
Die erste schriftliche Erwähnung des Pfarrortes Purklín erfolgte im Jahre 1360. Aus dem Jahre 1384 stammt die älteste urkundliche Nachricht über die Kirche, die sich im heutigen Unterdorf an der Stelle des jetzigen Friedhofes befand. Während der Hussitenkriege wurde das Dorf zerstört und die hölzerne Kirche niedergebrannt. Später entstand oberhalb, in Roztoky eine neue Kirche, deren Pfarrer utraquistisch waren. Bei der 1492 erfolgten Teilung der Herrschaft Stepanitz zwischen Hynko und Heinrich (Heník) von Waldstein fielen das Städtchen Purklín und das Dorf Roztoky Hynko von Waldstein und damit der neu gebildeten Herrschaft Jilemnice zu. 1522 verkaufte Hynko von Waldstein die Herrschaft an Arnošt von Újezdec und Kounice, den seine Söhne Arnošt und Záviš Jilemnický von Újezdec und Kounice beerbten. Danach erbte Záviš Tochter Anna Křinecká von Ronov den Besitz. Ihr folgte ihr Sohn Dobromysl († 1585) und nach dessen Tode sein jüngerer Bruder Albrecht Bohumír, der seiner Frau Katharina Miřkovský von Tropčice die Verwaltung des Besitzes überließ. Katharina Křinecká und ihre drei Töchter Anna, Barbara und Alena mussten die Herrschaft 1624 für 70.000 Meißnische Schock an Albrecht von Waldstein zur Bildung seines Flächenstaates Herzogtum Friedland verkaufen. Da Waldstein die Kaufsumme schuldig blieb, war Katharina Křinecká de facto auch weiterhin Besitzerin der Güter. Nach Waldsteins Ermordung verkaufte Katharina 1637 die Herrschaft für 64.000 Meißnische Schock an ihren Schwiegersohn Johann Wilhelm Harant von Polschitz und Weseritz, einen Sohn von Christoph Harant von Polschitz und Weseritz, der mit ihrer Tochter Barbara verheiratet war. Nachfolgende Besitzer waren Christoph Gottfried, Adolf Wilhelm und Franz Paul Harant von Polschitz und Weseritz. Letzterer verkaufte die Herrschaft 1701 an Bonaventura Graf Harrach, der bereits Stepanitz besaß und beide Teile zur Herrschaft Starkenbach vereinigte. 1706 erbte dessen Sohn Aloys I. Thomas Raimund Graf Harrach die Herrschaft, 1742 folgte sein Sohn Friedrich III. Graf Harrach-Rohrau, 1749 dessen Sohn Ernst V. Guido Graf Harrach-Rohrau und 1783 Johann Nepomuk XII. Graf Harrach. Johann Nepomuk verkaufte den Wiener Majoratsgarten sowie das Majoratsgut Wlkawa und übertrug das Majorat auf die vereinigte Allodialherrschaft Starkenbach. In der zweiten Hälfte des 18. Jahrhunderts wurde zu Zeiten Kaiser Josephs II. in einem Haus am alten Friedhof eine Dorfschule eingerichtet. Johann Nepomuk von Harrach ließ 1793 ein neues Schulhaus errichten, das ein Klassenzimmer für 120 Schüler bot. Zu Beginn des 19. Jahrhunderts wurde die Hausweberei zu einem der Haupterwerbszweige der Bewohner des Dorfes. Nach dem Tode von Johann Nepomuk Graf Harrach übernahm 1829 dessen Sohn Ernst Graf Harrach die Herrschaft.
Im Jahre 1834 lebten in den 136 Häusern von Roztoky 1017 überwiegend tschechischsprachige Bewohner. Davon war ein Haus mit sieben Einwohnern nach Kumburg untertänig. Die Kirche und Schule standen unter dem Patronat der Herrschaft. Zur Gemeinde gehörte der emphytheutisierte Meierhof Zasadka. Zur Lokalkirche Philippus und Jakobus waren auch die Dörfer Kruh, Martinice, Rovnáčov, Karlov und Tample eingepfarrt. Bis zur Mitte des 19. Jahrhunderts blieb Roztoky immer der Fideikommissherrschaft Starkenbach untertänig.
Nach der Aufhebung der Patrimonialherrschaften bildete Roztoky / Rostok ab 1850 eine Gemeinde in der Bezirkshauptmannschaft Starkenbach/Jilemnice. Nach dem Ende des Deutschen Krieges wurden ab 1866 Webereierzeugnisse aus Roztoky bis nach Russland exportiert. Die 1869 eingeführte Verzollung brachte das Exportgeschäft zum Erliegen. 1872 bildete sich die Freiwillige Feuerwehr. Nachdem mit dem Schulgesetz von 1868 der Ganztagsunterricht eingeführt worden war, wurde 1873 ein neues Schulhaus eingeweiht, in dem vierklassiger Unterricht erfolgte.
1871 nahm die Eisenbahn von Stará Paka nach Trautenau den Verkehr auf, im Unterdorf entstand ein Bahnhof. Mit dem Bahnanschluss war ein wirtschaftlicher Aufschwung des Dorfes verbunden. 1895 wurde eine Textilfabrik gegründet. Zur Jahrhundertwende hatte die Gemeinde 1450 Einwohner. Wegen der zunehmenden Schülerzahl erwies sich das Schulhaus als zu klein. 1913 eröffnete die Schule eine Außenstelle und nahm den sechsklassigen Unterricht auf. Im Jahre 1915 lebten in Roztoky 1513 Personen. Nach der Gründung der Tschechoslowakei mussten die Grafen Harrach im Zuge der Bodenreform Teile ihres Großgrundbesitzes abtreten, nach dem Zweiten Weltkrieg wurden sie 1945 gänzlich enteignet. Im Zuge der Aufhebung des Okres Jilemnice wurde Roztoky 1960 dem Okres Semily zugeordnet und erhielt zur Unterscheidung von der gleichnamigen Gemeinde im Altbezirk Semily die amtliche Bezeichnung Roztoky u Jilemnice.

## Gemeindegliederung
Für die Gemeinde Roztoky u Jilemnice sind keine Ortsteile ausgewiesen.
Zu Roztoky u Jilemnice gehören die Ansiedlungen Amerika, Bukovec, Hnátovsko, Končiny, Nouzov, Prklín und Zásadka.

## Sehenswürdigkeiten
- Barocke Kirche der Apostel Philippus und Jakobus, erbaut 1739 anstelle eines hölzernen Vorgängerbaus. Im Jahre 1763 stiftete der Müller Zajíček aus Hrabačov 9500 Gulden für die Anstellung eines Lokalisten und Kaplans in der zur Pfarre Jilemnice gehörigen Filialkirche.
- Pfarrhaus, der klassizistische Bau neben der Kirche entstand 1893 anstelle eines 1788 errichteten und 1892 abgebrannten hölzernen Vorgängerbaus
- Säule Mariä Krönung
- Statue der Immaculata
- Statue des hl. Johannes von Nepomuk
- Jan-Hus-Statue
- Wüste Feste Purklín bzw. Prklín und Sühnekreuz gegenüber dem Bahnhof auf dem Hügel Burggrün über der Einmündung der Roubenka in die Tampelačka
- Burgstall Čebříkov, südlich über dem Dorf
- gezimmerte Riesengebirgschaluppen